# Костюм-крило

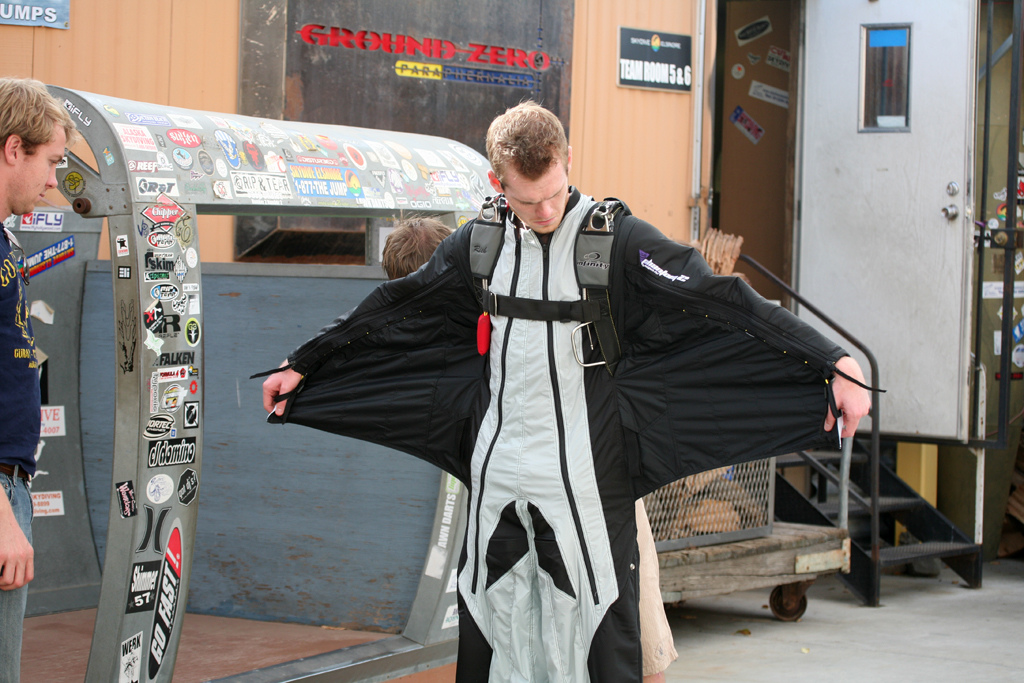
Костюм-крило

Костюм-крило (англ. wingsuit) — це комбінезон-крило, що збільшує площу поверхні одягненого в нього людського тіла. Це дає людині можливість летіти над землею після стрибка з високої скелі або літака. Для приземлення використовується парашут.

## Опис

### Конструкція
Сучасний костюм-крило має три двошарові крила. Кожне крило має всередині елементи поперечного силового набору. Крила надуваються зустрічним потоком повітря через повітрозабірники і при польоті вперед створюють підйомну силу. Крім того, тиск повітря всередині робить крила жорсткими, без чого їх було б важко втримати руками.

Фази польоту

### Політ
Повітря є плинною речовиною схожою на воду. Політ — це протидія чотирьох сил: вага тягне летючий об'єкт вниз, підіймальна сила виникає, коли рух об'єкта вниз зустрічає опір повітря, сила тяги виникає коли є двигун, опір повітря — це сила, з якою повітря діє на об'єкт, що рухається горизонтально.

Звичайний парашутист падає до поверхні Землі зі швидкістю 193 км/год і може летіти горизонтально зі швидкістю від 48 до 97 км/год. Типові літуни в костюмі-крилі падають зі швидкістю 81–97 км/год і можуть летіти в повітрі зі швидкістю 113—145 км/год.
Політ людини у костюмі-крилі складний і вимагає від спортсмена фізичної підготовки та відповідних навичок. Щоб почати літати у ньому потрібно мати хоча б 200 стрибків з парашутом за останні 18 місяців.
Під час польоту людина у костюмі-крилі рухається головою вперед і вниз. За 1 метр польоту вниз деякі спортсмени пролітають до 3-х — 4-х метрів вперед. Швидкість польоту може досягати 200 км/год. Маленькі крила костюму просто не можуть забезпечити достатню підйомну силу, щоб уповільнити летуна до безпечної швидкості приземлення. Тому пілоти використовують для приземлення парашути.
Популярними стали польоти на віддалі декількох метрів від схилів гір. Політ відбувається майже в напрямку траверсу гори, що дозволяє парашутисту оминати перешкоди і вчасно відкрити парашут для приземлення на безпечній висоті.

## Історія

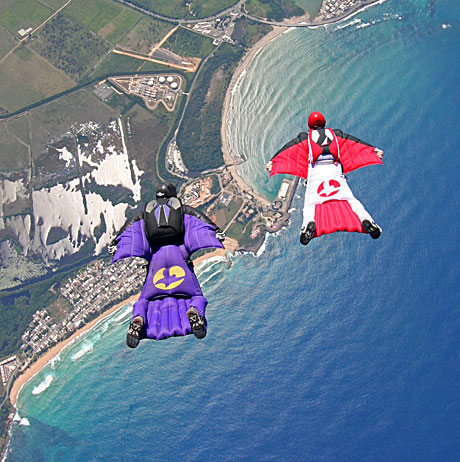

В 1930-х роках парашутисти випробовували різні типи крил (дерев'яні, полотняні і навіть металеві конструкції). Недосконалі, незграбні крила призводили до того що парашутист не міг відкрити парашут, що часто закінчувалось трагічно. 72 із 75 експериментаторів загинули під час випробовувань своїх конструкцій між 1930 та 1961. Через це Американська Асоціація Парашутного Спорту заборонила використання крил у скайдайвінгу. У 1980-х німець Крістоф Арнс удосконалив цю технологію обладнавши костюм перетинчастими поверхнями. Вони зменшували швидкість падіння та стабілізували політ. Зважаючи на це заборона на крила буда знята в 1987 році. В середині 1990-х француз Патрік де Гайардон розвинув цю ідею далі, причепивши крила під кожною рукою та між ногами. Його костюм є основою для сучасних костюмів-крил, перші з яких з'явилися в 1998. Людське бажання літати в небі наче птах не зникне ніколи, тому кількість костюмів-крил з кожним роком збільшується.

## Виноски
1. 1 2 3 4  Як працює костюм крило. HowStuffWorks (англ.). 14 липня 2008. Архів оригіналу за 16 січня 2021. Процитовано 4 січня 2021.
2. ↑  Чому літають літаки science.howstuffworks.com (англ.)
3. ↑  Вимоги USPA [Архівовано 6 вересня 2015 у Wayback Machine.] (англ.)